# Ivan Chaban
Ivan Chaban (ur. 23 grudnia 1950 w miejscowości Zádubnie pod Żyliną) – słowacki lekarz psychiatra i polityk, od 2010 do 2012 poseł do Rady Narodowej.

## Życiorys
W 1977 ukończył studia na wydziale lekarskim Uniwersytetu Komeńskiego w Bratysławie, po czym praktykował jako lekarz w szpitalu w Żylinie (specjalizował się w leczeniu alkoholizmu oraz uzależnienia od narkotyków).
W latach 1990–1994 zasiadał w radzie miejskiej Żyliny jako przedstawiciel Partii Demokratycznej, następnie był radnym sejmiku kraju żylińskiego z ramienia SDKÚ-DS, zaś w 2010 uzyskał mandat posła do Rady Narodowej. W 2012 nie został ponownie wybrany do parlamentu.